# شهرستان نیالام
شهرستان نیالام (به تبتی: གཉའ་ལམ་རྫོང་།، به پین‌یین تبتی: Nyalam Zong، به چینی: 聂拉木县، به پین‌یین: Nièlāmù Xiàn) یک شهرستان در چین است که در حوزهٔ اداری شهر در سطح ولایت شیگاتسه، منطقه خودمختار تبت واقع شده‌است.